# 忠贞足式碑
忠贞足式碑，全名马六甲华人抗日殉难义士纪念碑。位于馬來亞马六甲市三保井旁。该碑建于1948年，碑后安葬被日军残杀之华人骸骨极多。碑柱上刻“忠贞足式”四个大字，乃蒋中正所题。“忠贞”的意思是清楚的；忠者，忠心也；贞者，坚贞之士也。葬在这里的烈士，都是抗日卫国、坚贞不屈的龙的传人。“足式”的意思，在《辞海》内书为“足”字有“足够”、“值得”等解释。“式”字解释为“模式”和“榜样”。根据这些解释，总体而言“忠贞足式”的意思是: 在日本帝国主义统治下殉难的这些烈士，他们忠于祖国、抗日卫马不惜牺牲生命！

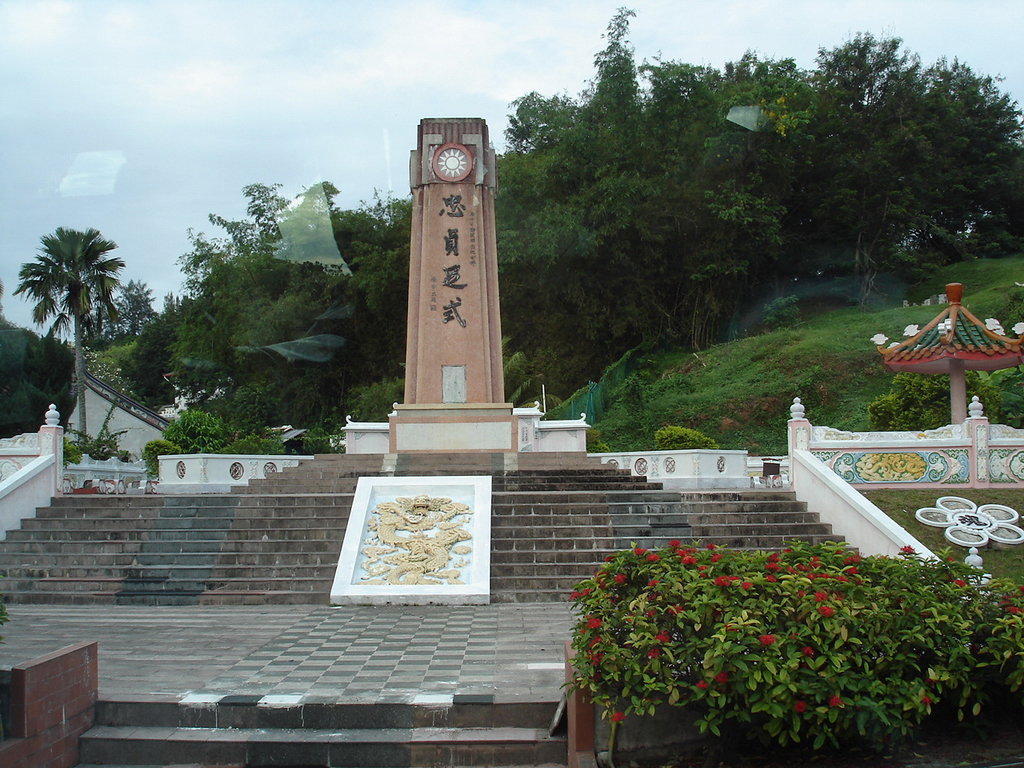
忠貞足式碑

## 碑文内容

### 正文
七七事变后，我海外侨民，莫不以输财救国相号召，迨日寇南侵，南洋各地，且有武装配合盟军抗敌者，以是寇兵所至，我侨民遂以抗日就罪，备受荼毒矣。
马六甲古城以民国三十一年一月十五日陷于敌，侨民受荼毒尤甚，初则沿户搜索，稍涉嫌疑者三百余人又被杀，其后亚沙汉锯木厂工友五十六人，马接区村农约三百人，德兴胶园锄草者十有七人，热水湖野新区及各乡村民二百余人，且复被杀，计先后死者千数百人，其死也或刀，或刺，或碎脑，或洞腹，或掘土成窟，集体屠埋，或幽闭一室，纵火骈毁，鸣呼，惨矣，然其就死也，或笑傲示不屈，或慷慨詈敌不绝口，或始终默不一语，盖绝鲜悔吝求幸免者，鸣呼，又何其壮也。
今寇氛即戢，世难已平。死事者咸一一为当代所旌表，侨居马六甲同人，则集死者残骸，葬之于古城中国山之麓，即封之，复立石为文以记其事。鸣呼，炎云叠叠，山传中国之名，瘴海悠悠，庙萧郑君之像，虽异邦犹吾土，骨有攸归，配后烈以先勋。魂非孑立，而况钟浩气，播义声，为民族争光，与海天共寿。仁即成矣，目为瞑诸！ 

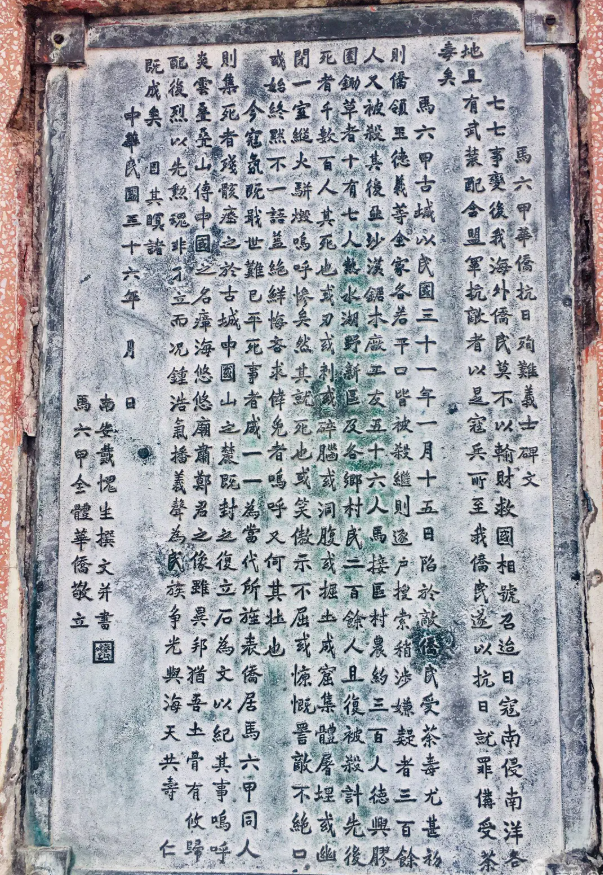
马六甲华侨抗日殉难碑文

南安戴愧生撰文并书 

马六甲全体华侨敬立 

中华民国三十七年四月五日

### 白话译文
七七事变后，我国（中华民国）海外侨民号召抗日救国，捐赠财物。华侨在南洋各地配合盟军武装抗日，因此日军入侵后以抗日的罪名镇压华侨，受尽残害。
马六甲古城在中华民国31年1月15日被日军占领，当地侨民的备受恶劣遭遇。起初日军逐户搜索抗日分子，300余人因涉嫌抗日被捕杀。后来，亚沙汉锯木厂工友56人，马接区村农300余人，德兴胶园锄草工友17人，热水湖野新区及各乡村民200余人相继被捕杀。被日军杀害人数上千人，有的死于刀剑，有的被击碎脑骨，有的被挖出内脏，有的集体活埋，有的困在闭室，然后被活活烧死。尽管如此，侨民面对死亡，仍有一份傲骨，对日军毫不畏惧。有的临死前当面痛骂日军，有的至死沉默不语。向日军投降求请之事确实极少听闻。可见他们坚守气节，死也壮烈！
如今日本投降败退，战乱已平。死于国事者都一一被当代所表彰。幸存的马六甲侨民将惨死的尸首残骸葬在三保山的山脚下，并为此事立碑记载。层层叠叠的红霞，传颂着中国的名字，广袤无垠的南洋，竖立着郑和的塑像。尸首虽然葬于国外，但与在家乡安息又有什么不同，尸骨也有所归宿，他们的功勋值得被一直传下去。他们的灵魂不孤单，何况正大刚直的气概将聚集，并把他们德义的民声传扬出去，为民族争光，直到永远。你们现成就了仁，便请安息吧！